# Цирк Фламиния

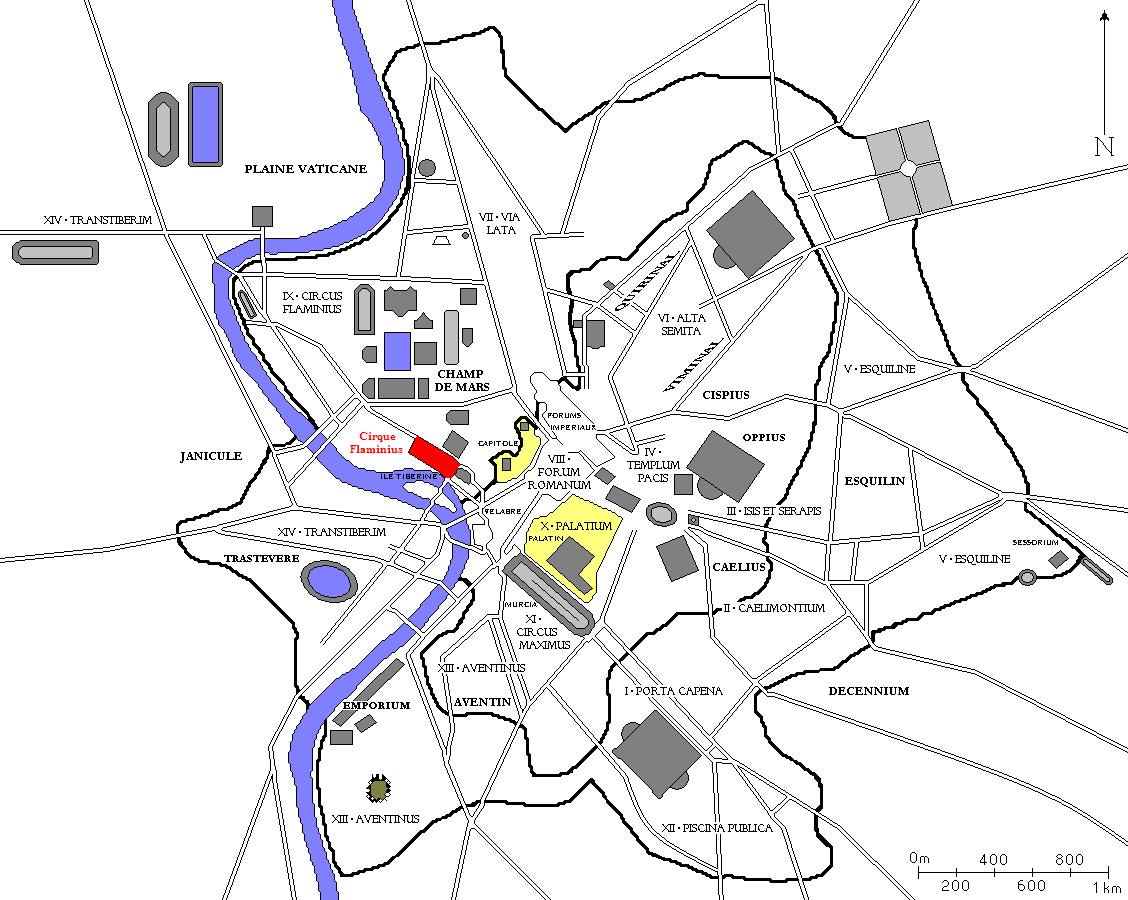
Цирк Фламиния на плане Рима III в. н. э.

Цирк Фламиния (лат. Circus Flaminius) — цирк в Древнем Риме, в южной части исторического Марсова поля, близ берега Тибра. Цирк построил в 221 г. до н. э. политический деятель и военачальник Гай Фламиний, который на тот момент занимал магистратуру цензора.

## История
Первоначально цирк простирался на 500 метров или более, доходя до Овощного рынка, но в дальнейшем его протяженность несколько раз сокращалась из-за строительства других сооружений. В III в. н. э., судя по Мраморному плану Рима, она не превышала 300 метров. Рядом располагался Храм Марса.
В IV в. н. э. цирк был заброшен и затем полностью застроен. В XVI–XIX вв. на территории бывшего цирка находилось римское гетто.

## Использование
Назначение Фламиниева цирка не вполне ясно. С одной стороны, в нём изредка проводились спортивные состязания («Таврийские игры»), с другой стороны, нет свидетельств тому, что обширная территория Фламиниева цирка (в отличие от Большого цирка — главного ипподрома античного Рима) была специально оборудована для конных или иных состязаний. Более того, известно, на территории цирка Фламиния располагался рынок, несколько храмов, а также проводились народные собрания. Сегодня принято считать, что эта территория представляла собой просто огороженную площадь, которая использовалась так или иначе, в зависимости от текущих нужд, и постепенно застраивалась. 